# Claes Fredrik Rydquist
Claes Fredrik Rydquist, född 1 augusti 1821 i Mjölby socken, Östergötlands län, död 27 mars 1876 i Härnösand, Västernorrlands län, var en svensk domkyrkoorganist i Härnösands församling. 

## Biografi
Claes Fredrik Rydquist föddes 1 augusti 1821 i Mjölby socken. Han var son till knippsmeden Anders Rydquist och Anna Lena Björklund.. Rydquist var från 1854 till 1855 musiklärare i Västervik och ledare för musiksällskapet i Västervik. Rydquist utnämndes 1856 till domkyrkoorganist i Härnösands församling. Han blev 1864 ledare för Musikövningssällskapet i Härnösand. Rydquist var skicklig på att spela klarinett och en flitig musiklärare. Rydquist avled 27 mars 1876 i Härnösand.